# Margot Busak
Margot Busak (geboren am 28. November 1911 in Osberghausen als Margot van den Heuvel; gestorben am 22. Dezember 1991 in Stuttgart) war eine deutsche Unternehmerin, die sich auf vielfältige Weise für Menschen in Nepal eingesetzt und die Deutsch-Nepalische Hilfsgemeinschaft e. V. (DNH) mitbegründet hat.

## Unternehmerin
Margot Busak schloss 1927 ihre kaufmännische Ausbildung in Siegburg ab und zog nach Stuttgart, um in einer Gesellschaft für Wirtschaftsprüfung zu arbeiten. 1953 gründete sie die Busak & Luyken Dichtungen GmbH & Co mit ihrem Mann Robert und dem dritten Gesellschafter Ernst Luyken. Das Motto des Unternehmens war „alle Dichtungen aus einer Hand“. Ernst Luyken schied 1965 aus der Gesellschaft aus, 1976 zog sich Robert Busak zurück, Margot Busak war damit alleinige Geschäftsführerin.
1999 übernahm der britische Konzern TI Group plc die Busak + Shamban GmbH & Co., 2003 erfolgte die Übernahme durch den schwedischen Konzern Trelleborg AB. Die Produktionswerke firmierten sodann unter Trelleborg Sealing Solutions, der Marketingbereich fungierte bis April 2020 unter der Marke Busak+Shamban.

## Soziales Engagement für Nepal – Deutsch-Nepalische Hilfsgemeinschaft e. V. (DNH)
1975 reiste Margot Busak das erste Mal nach Indien und Nepal und war an Land und Leuten so interessiert, dass jährliche Reisen nach Nepal folgten. Sie nahm Kontakt mit der Deutsch-Nepalischen Gesellschaft e.V. (DNG) in Köln auf und gründete 1978 die Landesgruppe Baden-Württemberg der DNG. 1979 rief Busak mit 17 Interessierten die Deutsch-Nepalische Hilfsgemeinschaft e.V. (DNH) ins Leben. In den Anfängen unterstützte die DNH nepalesische Kliniken und Gesundheitseinrichtungen mit Sachlieferungen und realisierte danach eigene Projekte wie beispielsweise der Bau von Trinkwasserversorgungsanlagen in Dörfern sowie die Unterstützung von Einrichtungen für geistig behinderte Kinder, psychisch Kranke oder alte Menschen. Busaks Einsatz für Bedürftige sowie ihr Beitrag zur Völkerverständigung würdigte der nepalesische Staat 1983 mit der Berufung zur Honorarkonsulin. Anlässlich des 70. Geburtstags von Margot Busak fand 1981 der erste Nepalbasar mit Kunsthandwerk in den Räumen ihres Unternehmens, für den Import der Waren aus Nepal gründet sie die Firma Margot Busak Import. Der Basar findet immer noch jährlich statt. 1990 eröffnete sie die Margot Busak Clinic, eine Praxis für Allgemeinmedizin, in Budhanilkantha. 1996 wurden dort an zwei Behandlungstagen pro Woche 4.000 Patienten versorgt.
Beim Requiem anlässlich des Tods von Margot Busak nahmen viele Menschen Abschied, die ganze Titelseite der nepalesischen Zeitung The Rising Nepal wurde ihr gewidmet. In den Traueranzeigen in The Rising Nepal vom 27. Dezember 1991 wurde Busaks vielfältiges Engagement im sozialen Bereich, im Gesundheits- und im Erziehungswesen dokumentiert.
Heute hat die DNH bundesweit 500 Mitglieder und 1.200 regelmäßige Spender und feierte 2019 ihr 40-jähriges Bestehen.

## Weiteres soziales Engagement
Busak war Gründungsmitglied bzw. trat kurz nach Gründung 1986 dem Bhutan-Himalya-Club e.V. (heute: Deutsche Bhutan Himalaya Gesellschaft) bei.
Sie förderte außerdem kulturelle und sportliche Einrichtungen in Stuttgart, wie das Linden-Museum und den TEC Waldau e.V. Ihr Unternehmen war eines der elf Unternehmen des Industriegebiets Vaihingen-Möhringen, das 1992 Kind e.V. Stuttgart gründete, um eine betriebsnahe Kinderbetreuung für die Belegschaft zu ermöglichen.

## Auszeichnungen und Ehrungen
- 1983 Berufung zur Honorarkonsulin durch den nepalesischen Staat[5]
- 1985 Bundesverdienstkreuz 1. Klasse
- 1990 Ehrensenatorenwürde der Universität Hohenheim im Rahmen des Dies Academicus, für ihre großen Verdienste um die Verbesserung der Bedingungen für Forschung, Lehre und Studium[16]
- 1991 Verdienstorden des Landes Baden-Württemberg
- Gorkha Dakshina Bahu, Ritterorden von Nepal, eine der höchsten Ehrungen durch den König[9]
- 2003 Margot-Busak-Stiftung, von der Nichte und Erbin Heide Rolfs aus dem Nachlass zur nachhaltigen Sicherung der Deutsch-Nepalische Hilfsgemeinschaft e.V. (DNH) gegründet[7][11]

Margot Busak steht auf der Vormerkliste für Stuttgarter Straßennamen.